# 핀란드 기독교노동자동맹
핀란드 기독교노동자동맹(핀란드어: Suomen Kristillisen Työväen Liitto 수오멘 크리스틸리센 튀외배엔 리토[*], 스웨덴어: Finlands kristliga arbetarförbund, 약자 SKrTL)은 핀란드에 있었던 정당이다.
1905년 총파업의 여파가 끼치던 1906년 창당되었다. 급진적 기독교 사회주의를 이념으로 삼았다. 핀란드 사회민주당과 거의 유사했으나 사회민주당의 무신론적 성향과 조화되지 못한 사람들이 모였다.
당 초기에는 무신론 반대에 집중하던 사제들의 경향과 기독교 원리에 입각해 사회개혁을 이루고자 하는 안티 카르네 등의 경향이 경쟁하다가 후자가 주류가 되었다.
1907년 총선에서 카르네와 마티 헬레니우스세팰래가 당선되어 의회 의석 2석을 얻었다. 1908년에도 2석을 유지했으나 1909년 1석으로 줄어들었다. 1910년, 1911년 1석을 유지했으나 1913년 선거에서 원외정당이 되었다. 1916년 총선에서 다시 1석을 얻었으나 이듬해 다시 원외정당이 되었다.
1917년 기독교 노동자당(핀란드어: Kristillinen työväenpuolue 크리스틸리넨 튀외배엔푸올루에[*])로 바꾸었다. 후기에는 헬레니우스세팰래가 이념적으로 중요한 역할을 했다. 핀란드 내전 때는 중립을 표방했지만 백핀란드 측은 이것을 적핀란드에 영합하는 행위로 간주했다.
1919년 총선에서 2석을 얻었으나 그 뒤 선거에는 출마하지 않았다. 당 지도부가 사회민주당에 입당하면서 해산되었다.